# Francis Monkman
Andrew "Francis" Kenneth Monkman (9. juni 1949 i Hampstead, død 12. maj 2023) var en engelsk komponist og keyboardspiller. Han var mest kendt som organist og keyboardspiller i instrumentalgrupperne Curved Air og Sky, som han begge var med til at etablere. 
Monkman studerede orgel og cembalo på Royal College of Music i London. Han spillede herefter med forskellige rockbands og var med til at danne Curved Air i 1970. Han var desuden studiemusiker og spillede blandt andet med The Shadows på dennes 20 Golden Greats-turné (1977-1978). Han var sideman på Brian Bennetts soloalbum Voyage (1978). Monkman mødte i 1979 guitaristen John Williams, med hvem han dannede gruppen Sky. Han har siden komponeret og indspillet som freelancemusiker på sessions til tv og studiejingles.